# West Layton
West Layton est un village et une paroisse civile du Yorkshire du Nord, en Angleterre.